# Magnus Stenman
Magnus Stenman, född 29 mars 1779 i Borås, död 17 juni 1842 var en svensk organist.
Stenman var verksam som kyrkomusiker i Stockholm. Han var organist i Maria kyrka 1805-1817, i Nicolai kyrka 1817, åter i Maria 1818 och slutligen Katarina kyrka 1829-1842. Han var även pianolärare åt kronprins Oscar. Stenman invaldes som ledamot nummer 284 i Kungliga Musikaliska Akademien den 29 januari 1840.